# RIM-116 Rolling Airframe Missile
Racheta RIM-116 Rolling Airframe (RAM) este o rachetă sol-aer mică, ușoară, cu orientare în infraroșu, utilizată de marina germană, japoneză, greacă, turcă, sud-coreeană, saudită, egipteană, mexicană, EAU și S.U.A.. A fost inițial conceput și folosit în primul rând ca armă de apărare punctuală împotriva rachetelor antinavă. După cum indică numele, RAM rulează în timp ce zboară. Racheta trebuie să se rostogolească în timpul zborului, deoarece sistemul de urmărire RF folosește un interferometru cu două antene care poate măsura interferența de fază a undei electromagnetice doar într-un singur plan. Interferometrul de rulare permite antenelor să privească toate planurile de energie primită. În plus, deoarece racheta rulează, este necesară doar o pereche de canard de direcție. Din 2005, este singura rachetă a Marinei SUA care operează în acest mod.